# 다이애나 윈야드
다이애나 윈야드(Diana Wynyard, CBE, 1906년 1월 16일 ~ 1964년 5월 13일)는 잉글랜드의 배우이다.

## 출연 작품
- 아일랜드 인 더 선 (1957)
- 톰 브라운의 학창시절 (1951)
- 킵스 (1941)
- 가스등 (1940)
- 캐벌케이드 (1933)
- 래스퓨틴 앤 더 엠프리스 (1932)